# Harold Budd
Harold Montgomory Budd (Los Ángeles, 24 de mayo de 1936 - Arcadia, 8 de diciembre de 2020) fue un compositor y poeta de vanguardia estadounidense. Budd se convirtió en un compositor respetado en la escena minimalista y vanguardista del sur de California a fines de la década de 1960, y luego se hizo más conocido por su trabajo con figuras como Brian Eno y Robin Guthrie. Budd desarrolló lo que llamó una técnica de "pedal suave" para tocar el piano.

## Primeros años

### Primeros años
Budd nació en Los Ángeles, California y pasó su infancia en Victorville, California junto al desierto de Mojave. Reclutado en el ejército, se unió a la banda del regimiento donde tocaba la batería. El saxofonista de jazz Albert Ayler fue reclutado al mismo tiempo y también fue miembro de la banda. Budd se unió a él en conciertos en el área de Monterey. La experiencia de Budd con el ejército lo hizo decidido a obtener una educación.

### Educación y primeros trabajos
Después de trabajar en Douglas Aircraft, Budd se inscribió en un curso de arquitectura en Los Angeles Community College. Cambió a un curso en armonía y su talento musical fue descubierto por un profesor que lo animó a componer.
La carrera de Budd como compositor comenzó en 1962. En los años siguientes, ganó una reputación notable en la comunidad local de vanguardia. Budd estudió música en la Universidad del Sur de California, bajo la tutela de Ingolf Dahl. graduándose en 1966. El trabajo de este período fue principalmente música de drones minimalista influenciada por John Cage y Morton Feldman, así como por el pintor expresionista abstracto Mark Rothko con quien mantuvo correspondencia.
Después de completar su licenciatura en composición en 1969, Budd tomó un puesto de profesor en el Instituto de Artes de California. Luego abandonó la composición, disgustado por la "pirotecnia académica" de la comunidad de vanguardia.

## Carrera como compositor
En 1972, mientras aún conservaba su carrera docente en el Instituto de Artes de California, resurgió como compositor. Entre 1972 y 1975, creó cuatro obras individuales bajo el título colectivo El pabellón de los sueños. El estilo de estas obras era una mezcla inusual de jazz popular y vanguardia. Su obra de 1972 Madrigals of the Rose Angel fue enviada al compositor inglés Gavin Bryars, quien se la pasó a Brian Eno. Eno se puso en contacto con Budd y lo llevó a Londres para grabar para su sello Obscure Records. Budd renunció al instituto en 1976 y comenzó a grabar sus nuevas composiciones, producidas por Eno. Dos años más tarde, se lanzó el álbum debut de Harold Budd, The Pavilion of Dreams (1978). La primera presentación de las piezas fue en una iglesia franciscana en California dirigida por Daniel Lentz.
El trabajo con Eno llevó a Bryars a cambiar su enfoque hacia proyectos dirigidos por estudios, caracterizados por el uso de sintetizadores y tratamientos electrónicos, a menudo colaborando con otros músicos. Budd desarrolló un estilo de tocar el piano que consideró "pedal suave", que puede describirse como lento y sostenido. Si bien a menudo se lo coloca en la categoría Ambient, declaró enfáticamente que no era un artista Ambient y sintió que fue "secuestrado" en la categoría.
Sus dos colaboraciones con Brian Eno, The Plateaux of Mirror de 1980 y The Pearl de 1984, establecieron su estilo de piano atmosférico característico. En Lovely Thunder, introdujo sutiles texturas electrónicas. Su lanzamiento temático de 2000, The Room, volvió a un enfoque más minimalista. En 2003, Daniel Lanois, productor de U2 y Bob Dylan, y colaborador ocasional de Brian Eno, grabó una interpretación improvisada de Harold tocando el piano en su sala de Los Ángeles, sin darse cuenta; fue lanzado en 2005 como el álbum La Bella Vista.
Tuvo una larga colaboración con el guitarrista Robin Guthrie. Trabajaron juntos inicialmente cuando Budd trabajó con la banda de Guthrie The Cocteau Twins en su colaboración de 1985 The Moon and the Melodies. Posteriormente lanzaron varios álbumes juntos, incluidas dos bandas sonoras de las películas de Greg Araki Mysterious Skin (2004) y White Bird in a Blizzard (2014).
Budd también colaboró con Andy Partridge de XTC en el álbum Through the Hill (1994), John Foxx en el álbum Translucence / Drift Music (2003) y trabajó con Jah Wobble en el concierto y álbum en vivo de Solaris en 2002.

## Fallecimiento
Budd falleció el 8 de diciembre de 2020 debido a complicaciones del COVID-19 en un hospital de Arcadia (California). Tenía 84 años.

## Discografía seleccionada
- The Pavilion of Dreams (1978) EG Records producido por Brian Eno.[18]
- Ambient 2: The Plateaux of Mirror (1980) EG Records con Brian Eno.
- The Pearl (1984) EG Records con Brian Eno.
- Lovely Thunder (1986) EG Records producido por Michael Hoenig.
- La luna y las melodías (1986) 4AD con Simon Raymonde, Robin Guthrie y Elizabeth Fraser de Cocteau Twins.
- The White Arcades (1988) Opal Records producido por Brian Eno.
- Por la luz temprana del amanecer (1991) Opal Records con Bill Nelson, BJ Cole, Susan Allen.
- Música para 3 pianos (1992) All Saints Records con Rubén García y Daniel Lentz.[19]
- Luxa (1996) All Saints Records.
- The Room (2000) Atlantic Records.
- Translucence / Drift Music (2003) Edsel Records con John Foxx.
- Avalon Sutra / As Long as I Can Hold My Breath 2-CD digipak (2004) Samadhisound producido por Harold Budd.
- Mysterious Skin - Música de la película (2005) Commotion Records / Rykodisc con Robin Guthrie.
- White Bird in a Blizzard (2014) Lakeshore Records con Robin Guthrie.[9]